# Деконструктивізм

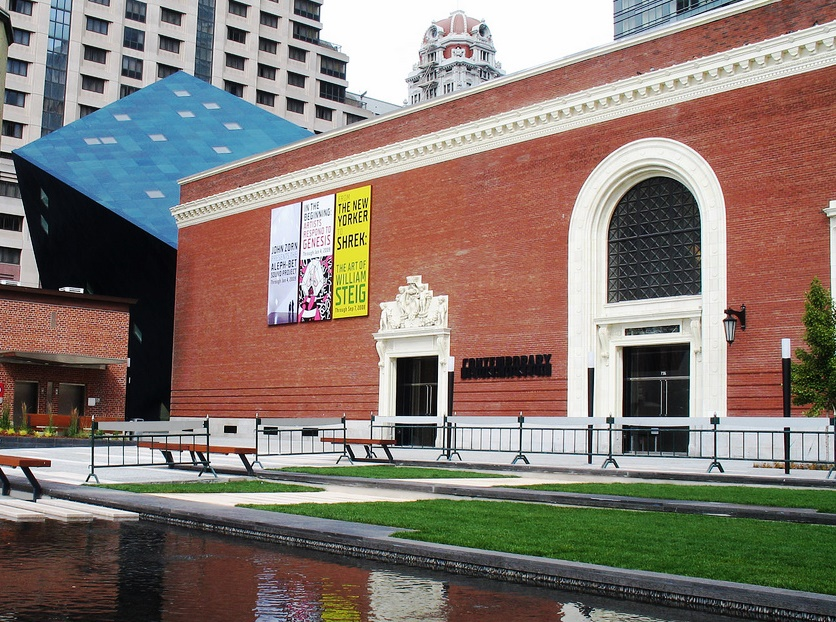
Сучасність та традиціонізм.

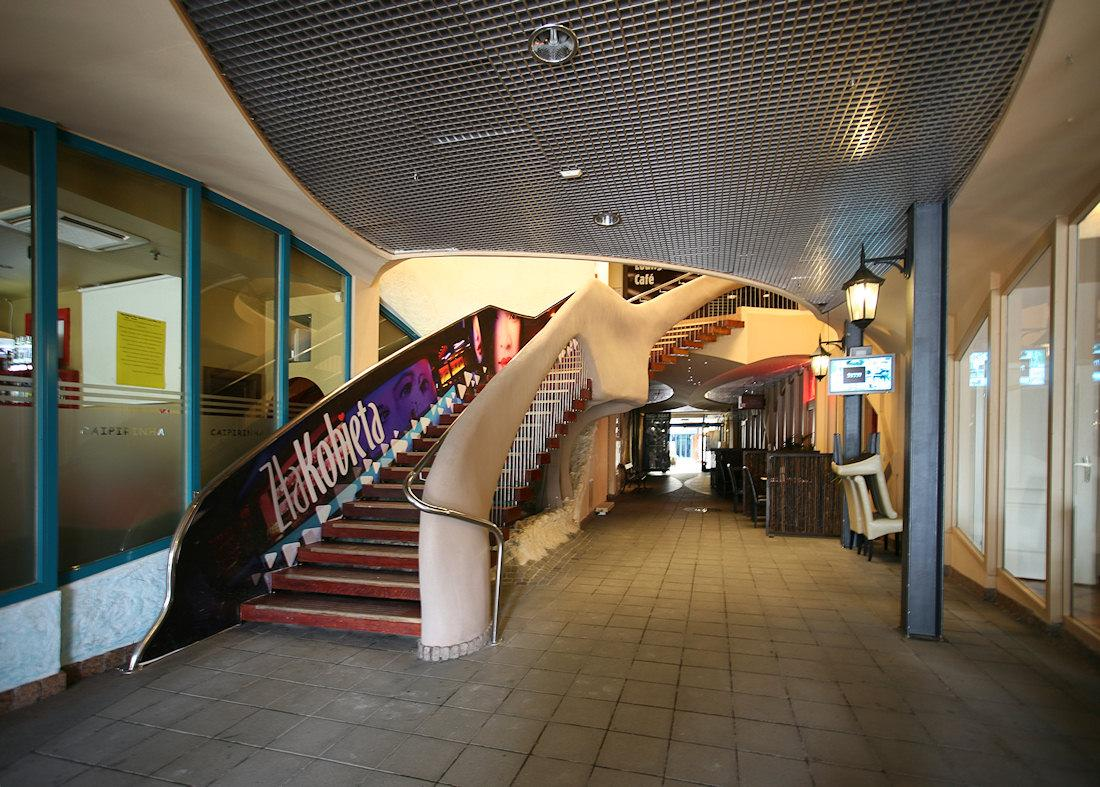
Інтер'єр

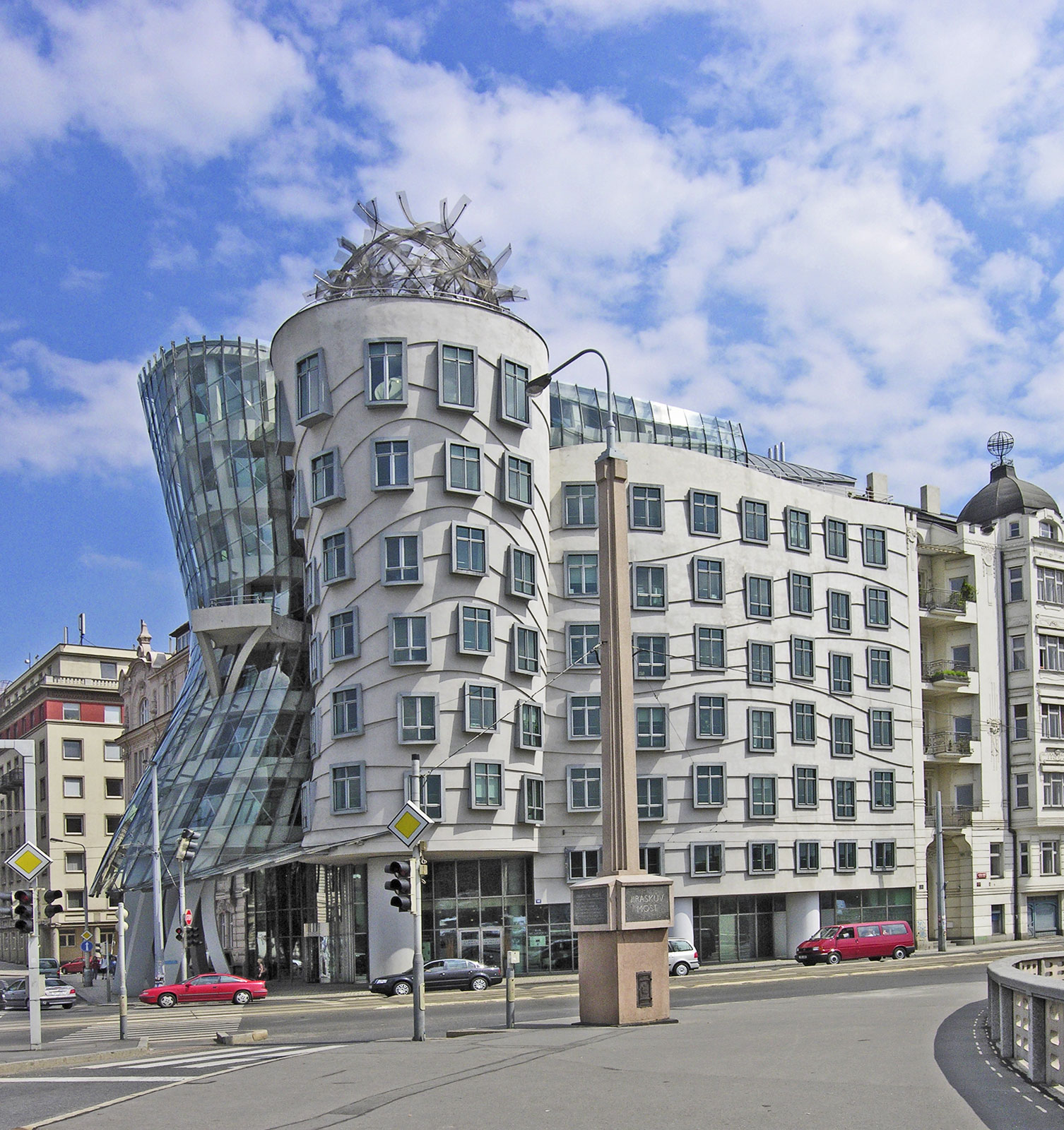
Танцюючий дім в Празі

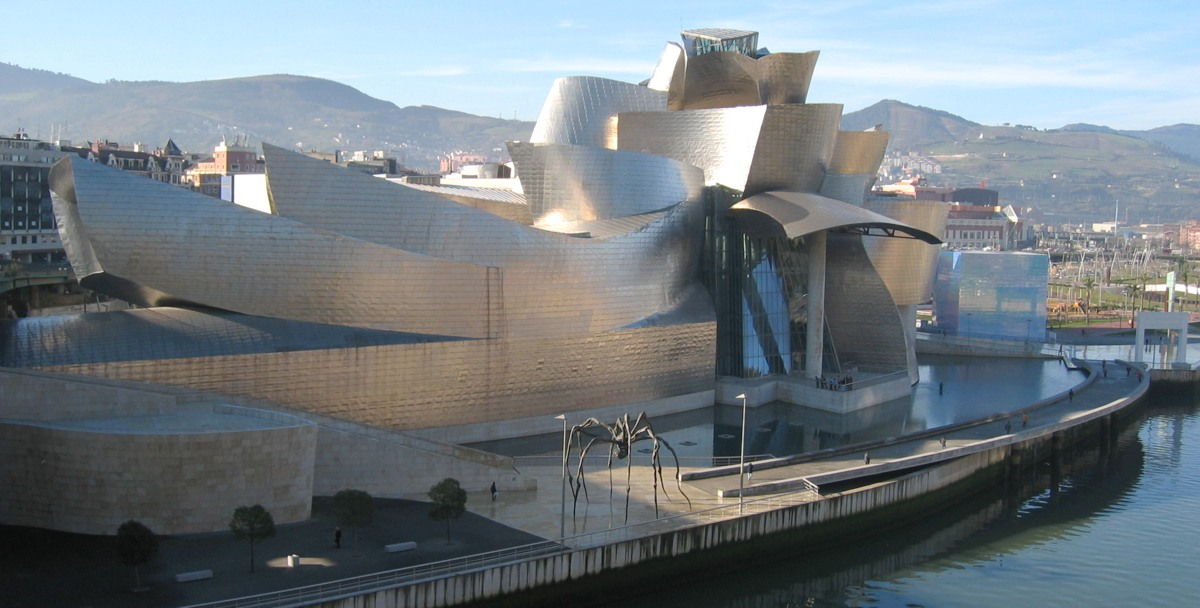
Музей Гугенгайма в Більбао

Деконструктиві́зм — напрям в сучасній архітектурі, заснований на застосуванні в будівельній практиці ідей французького філософа Жака Дерріда. Іншим джерелом натхнення деконструктивістів є радянський конструктивізм 1920-х рр. Для деконструктівістських проєктів характерні візуальна ускладненість, несподівані зламані форми, підкреслено контрастне вторгнення в міське середовище.
Як самостійна течія деконструктівізм сформувався в кінці 1980-х рр. (роботи Пітера Айзенмана і Даніеля Лібескінда).
Теоретичною підосновою руху стали міркування Ж. Дерріда про можливість архітектури, яка вступає в конфлікт, «розвінчує» і скасовує саму себе.
Подальший розвиток вони отримали в періодичних виданнях Рема Колгаса.
Маніфестами деконструктівізму вважаються пожежна частина «Вітра» Захи Хадід (1993) і музей Гугенгайма в Більбао Френка Гері (1997).

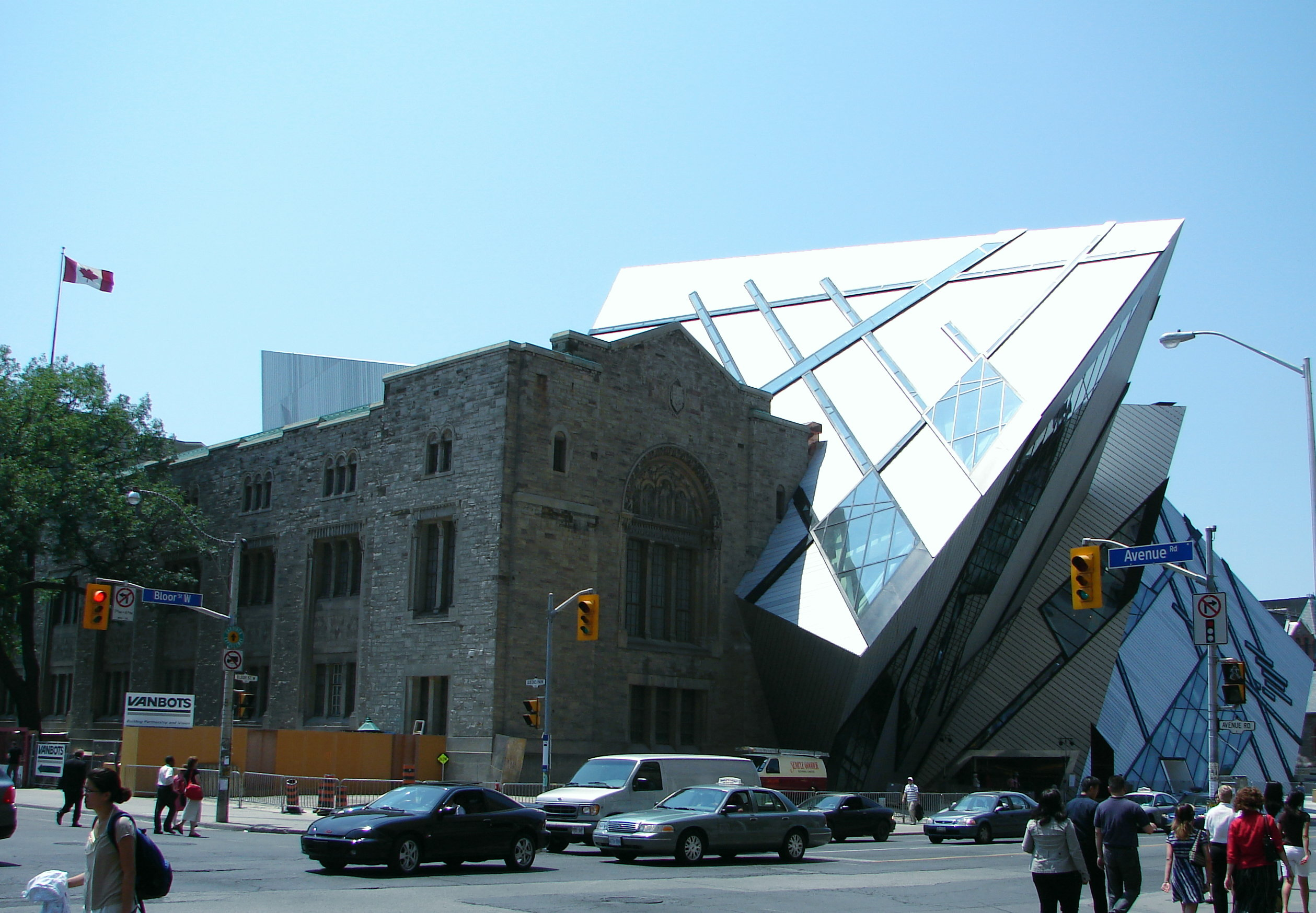
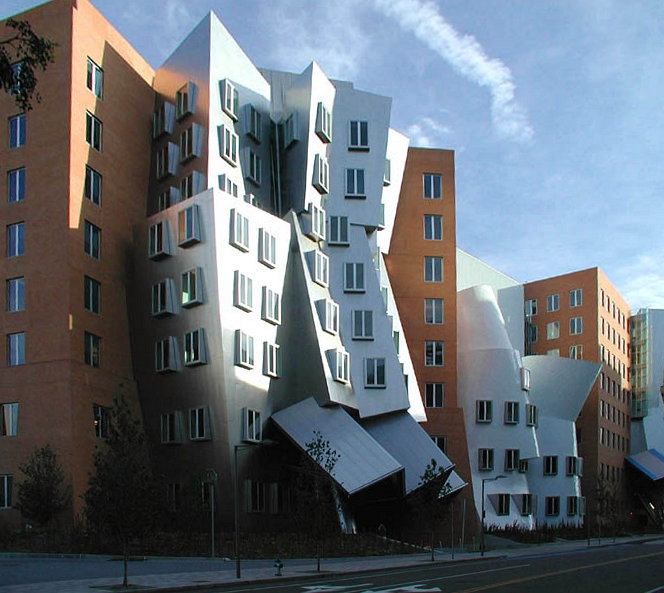
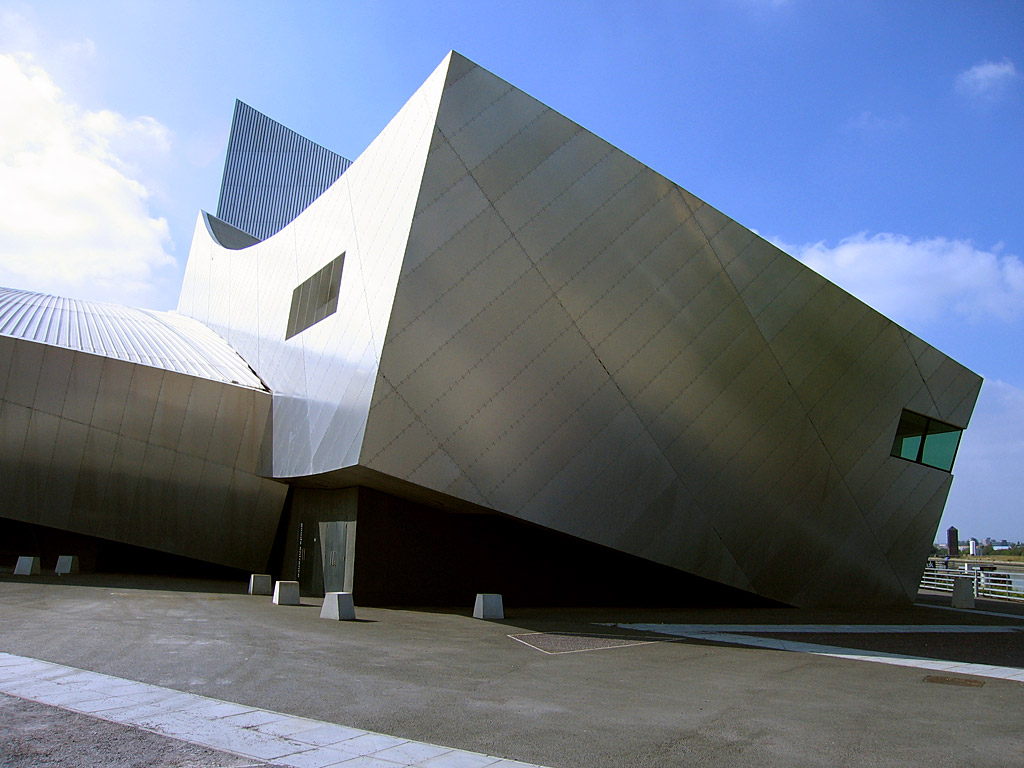
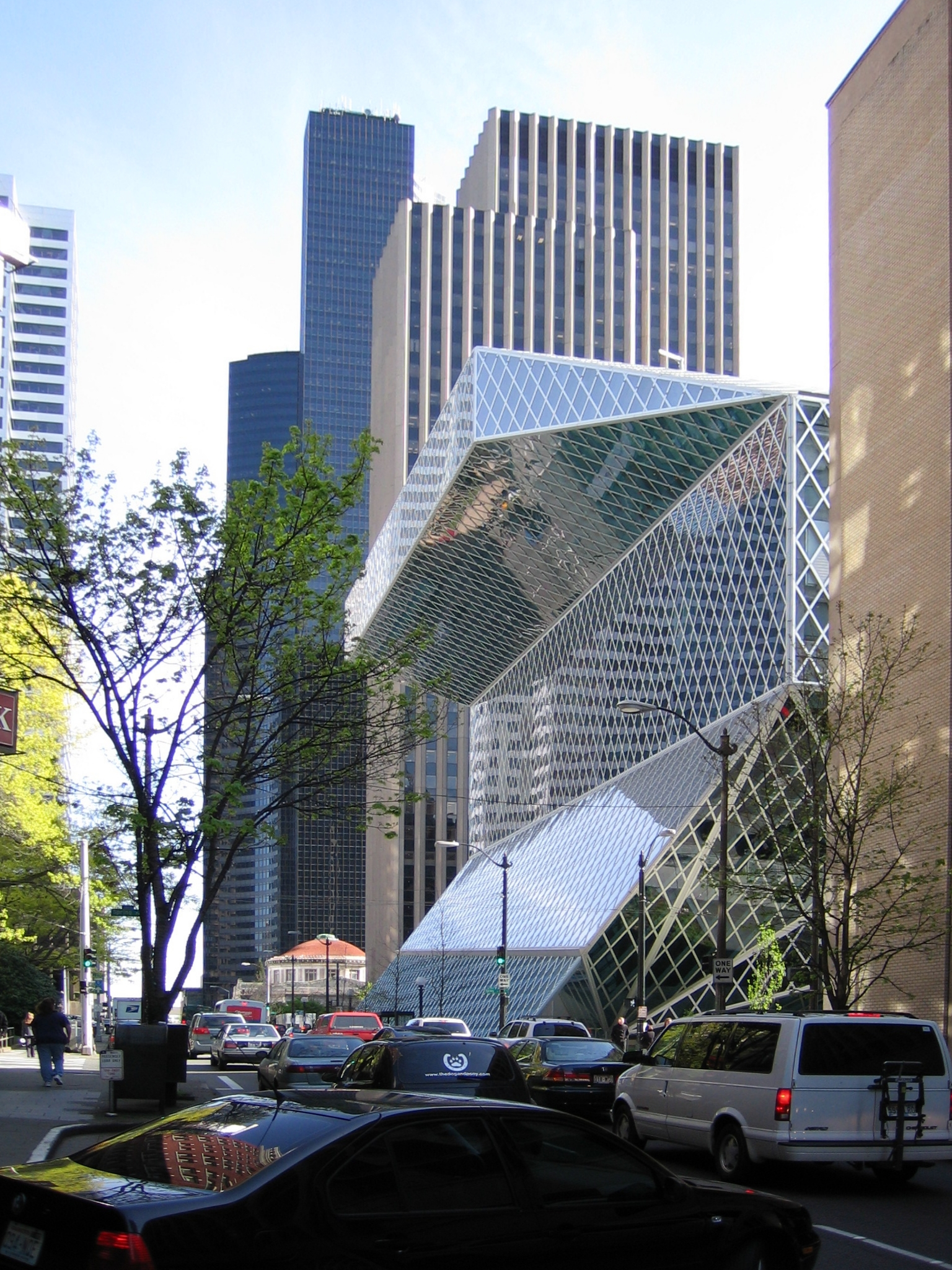
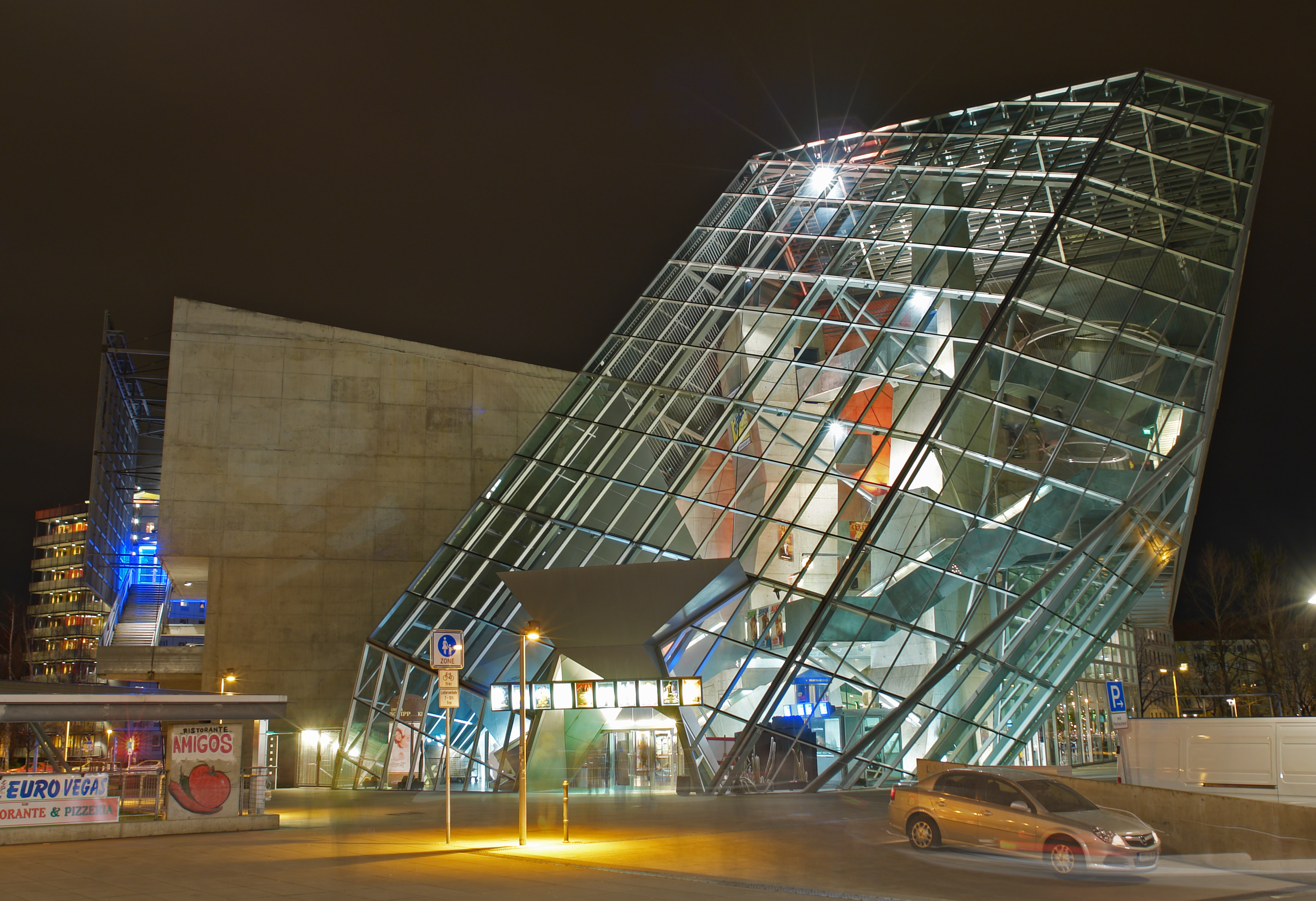
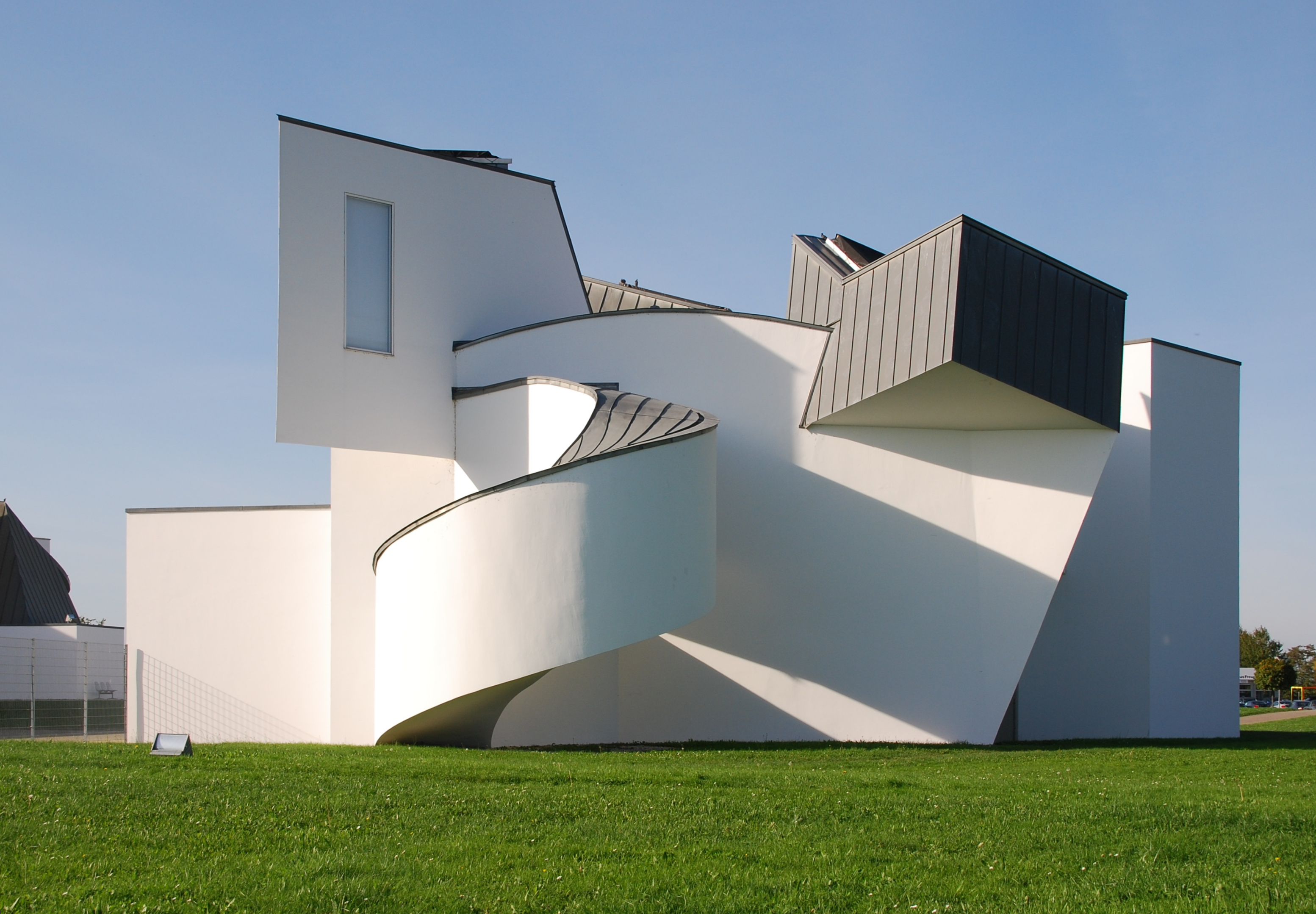
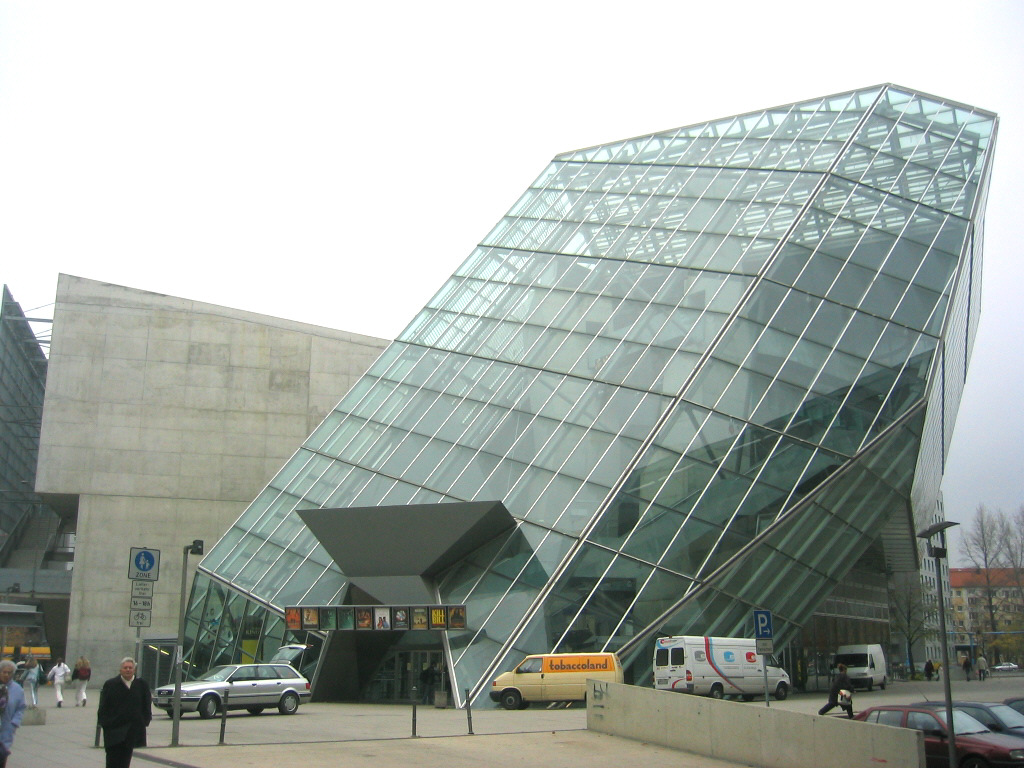
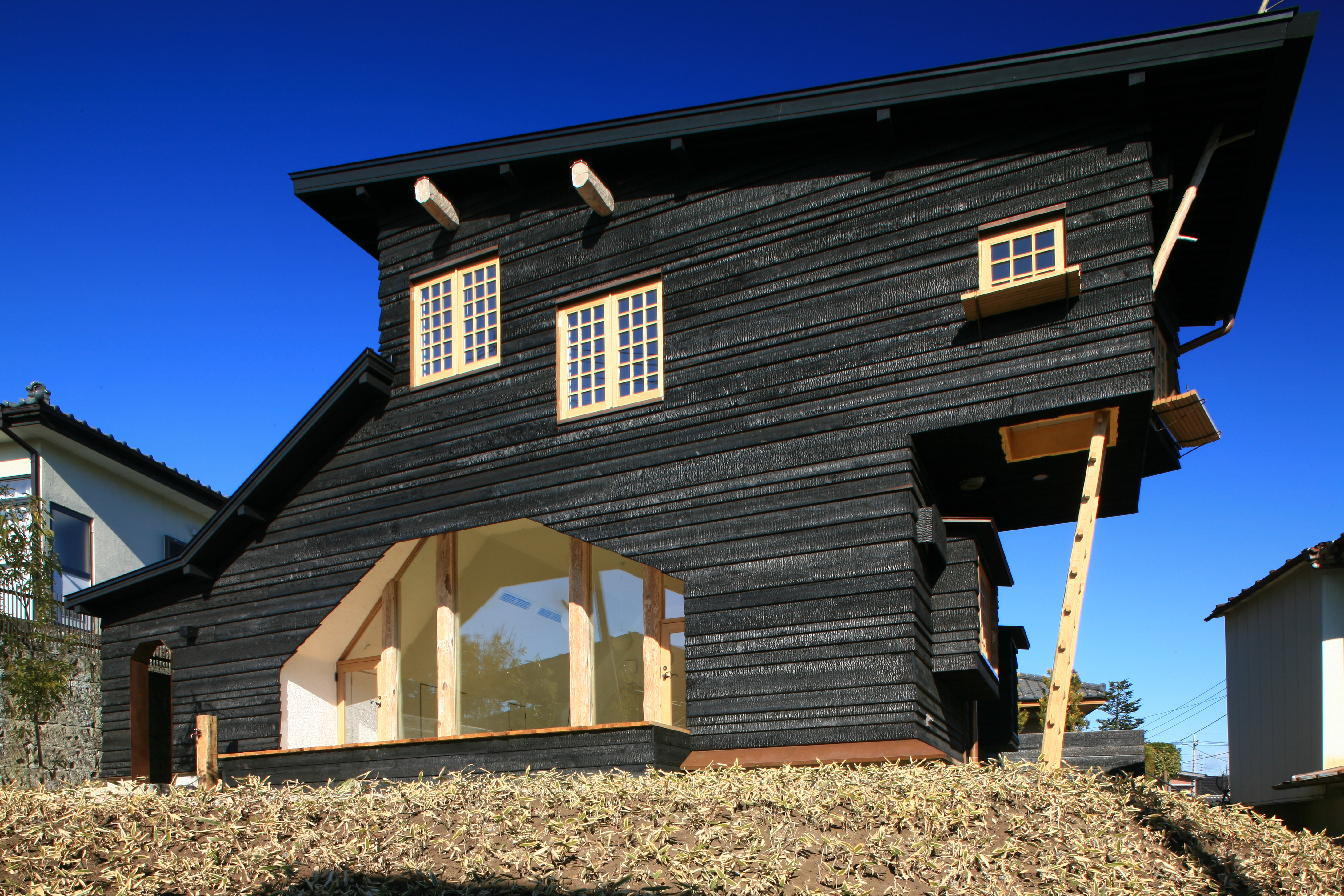
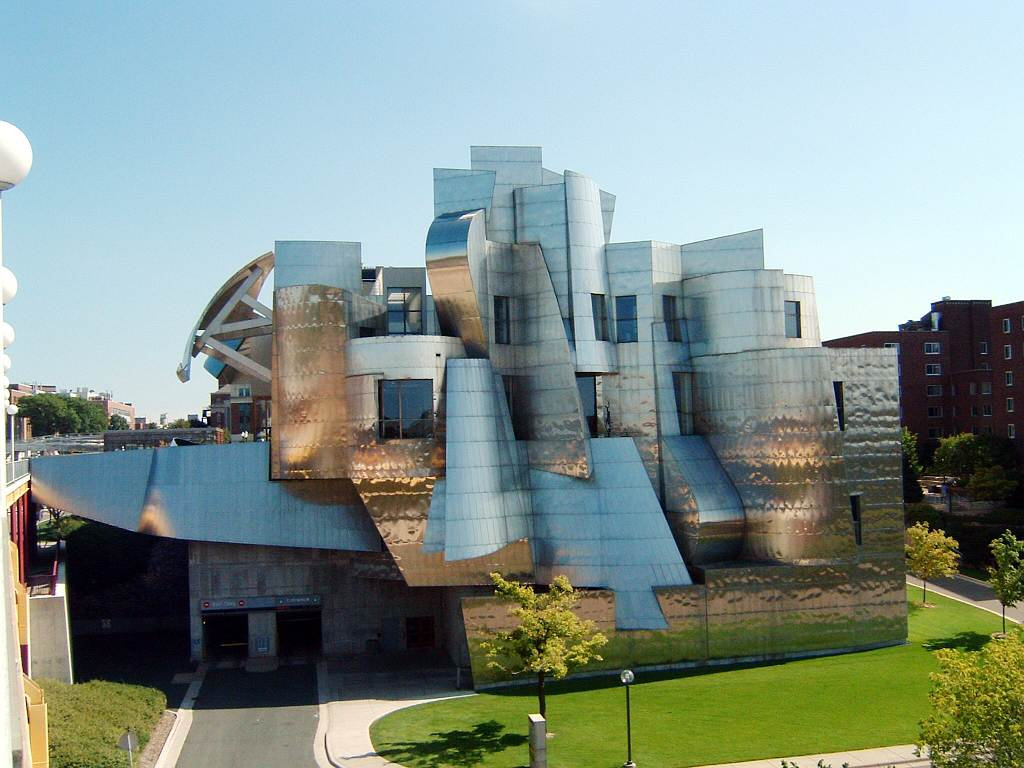
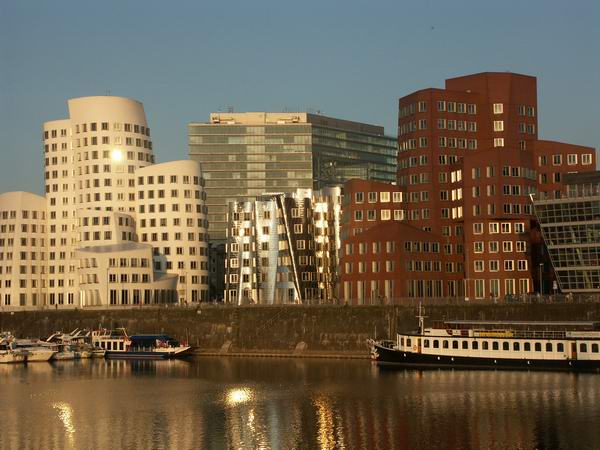
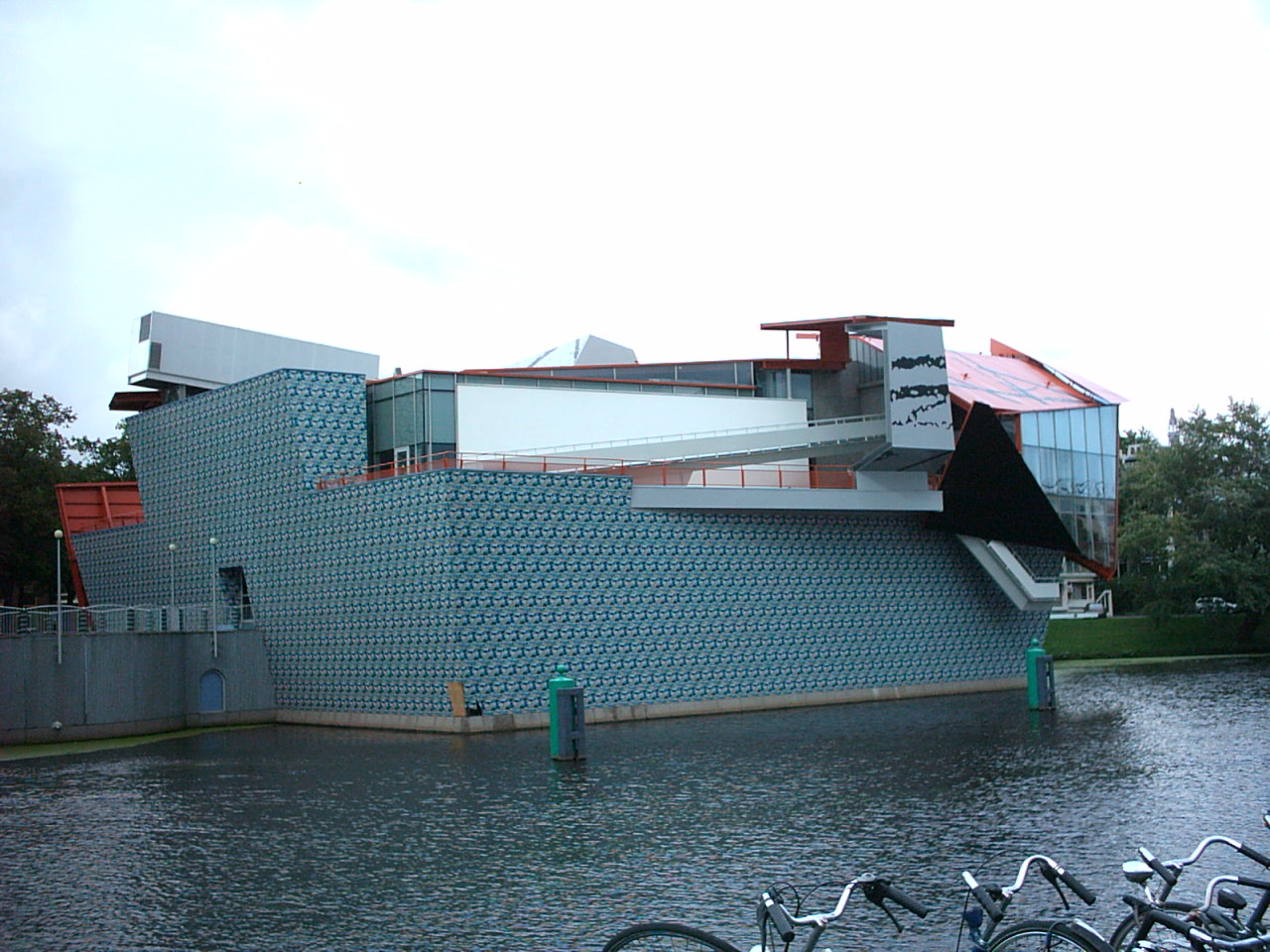
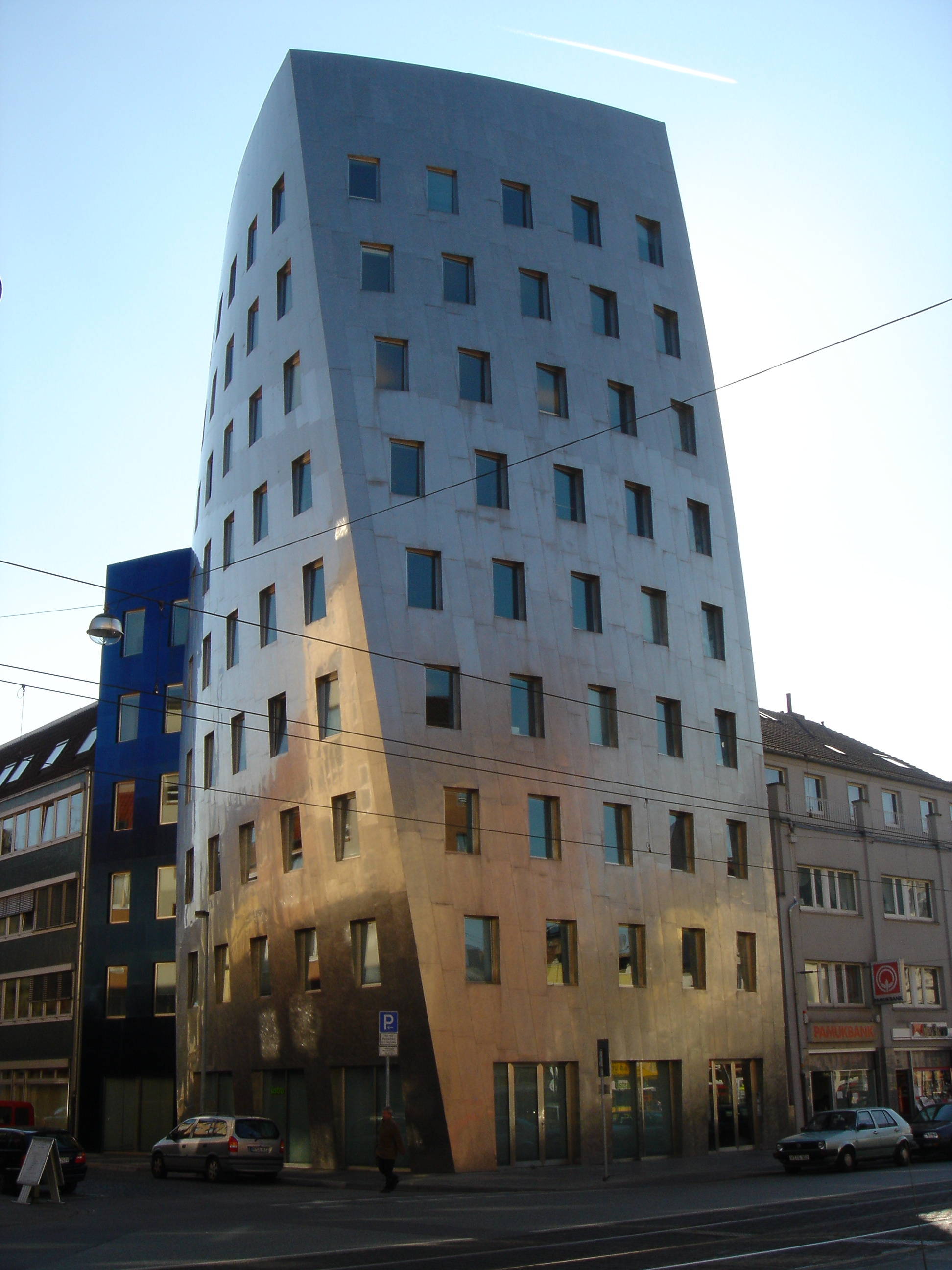
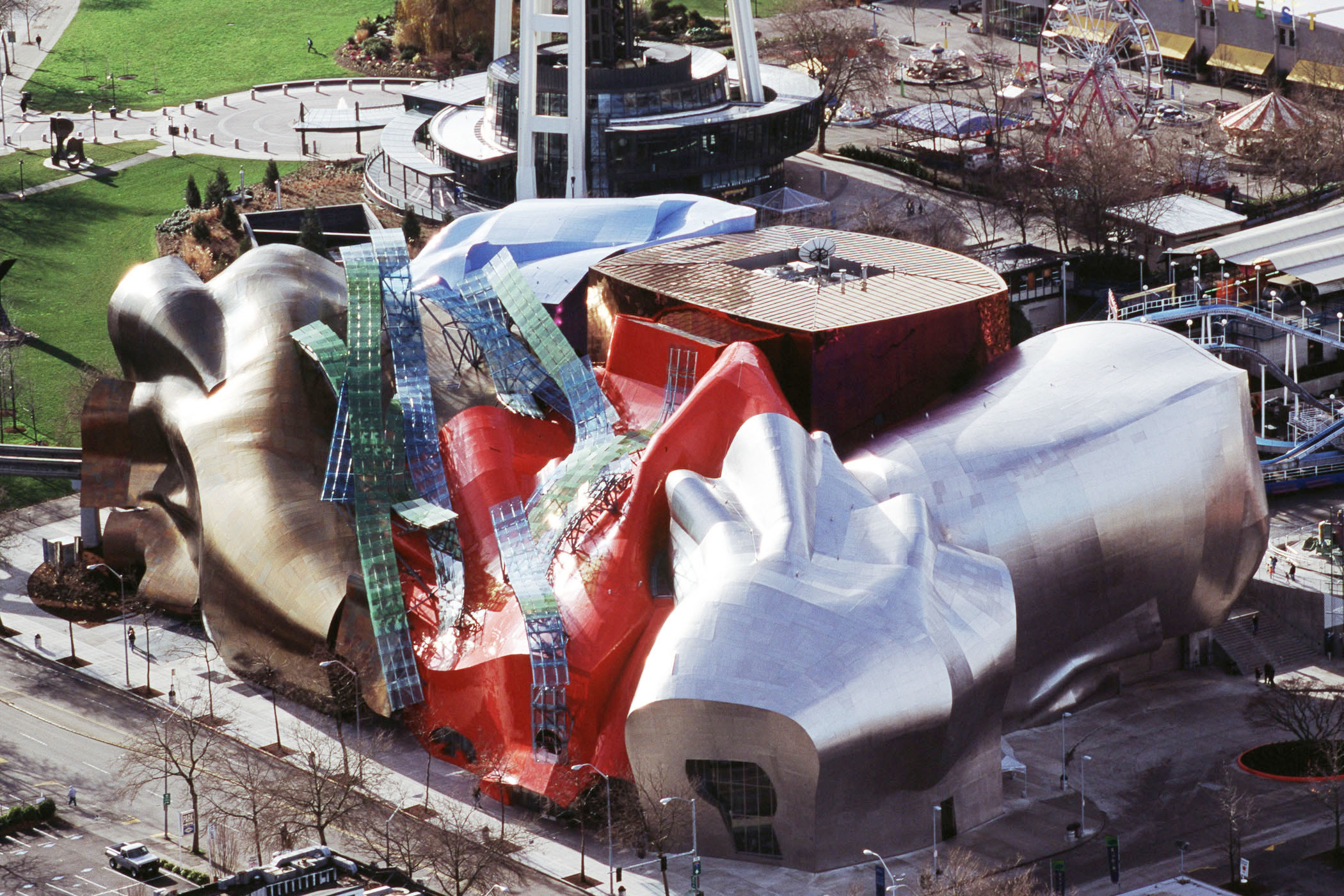
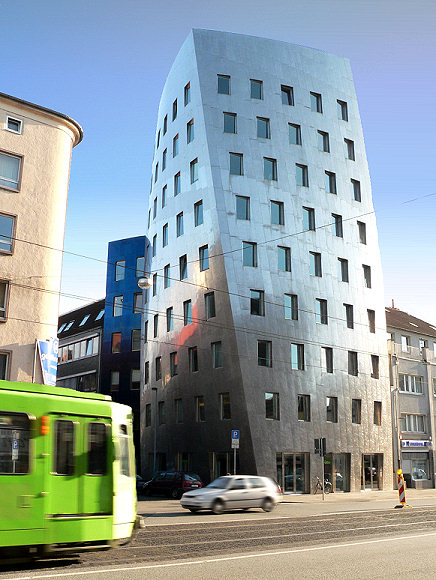
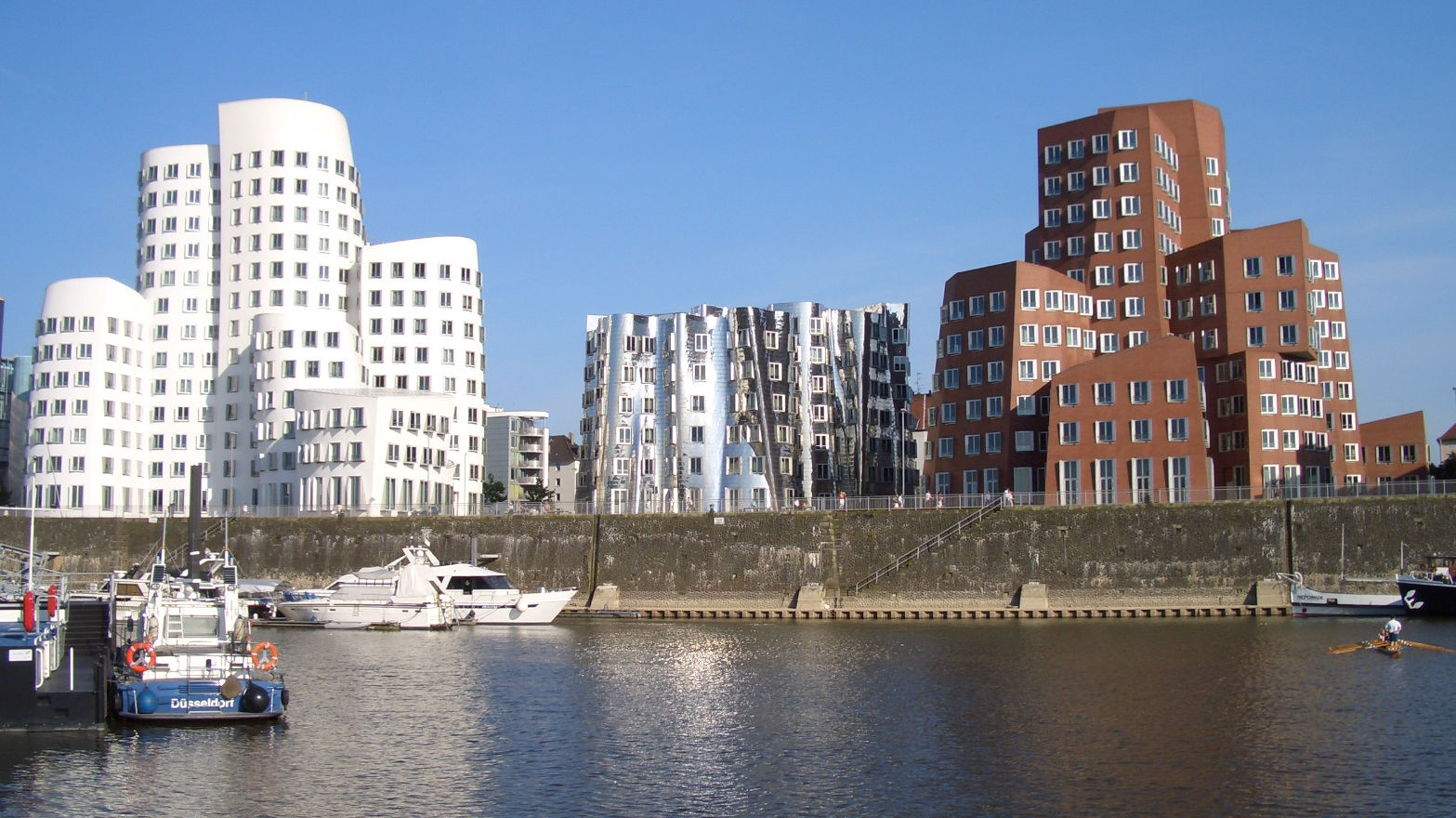
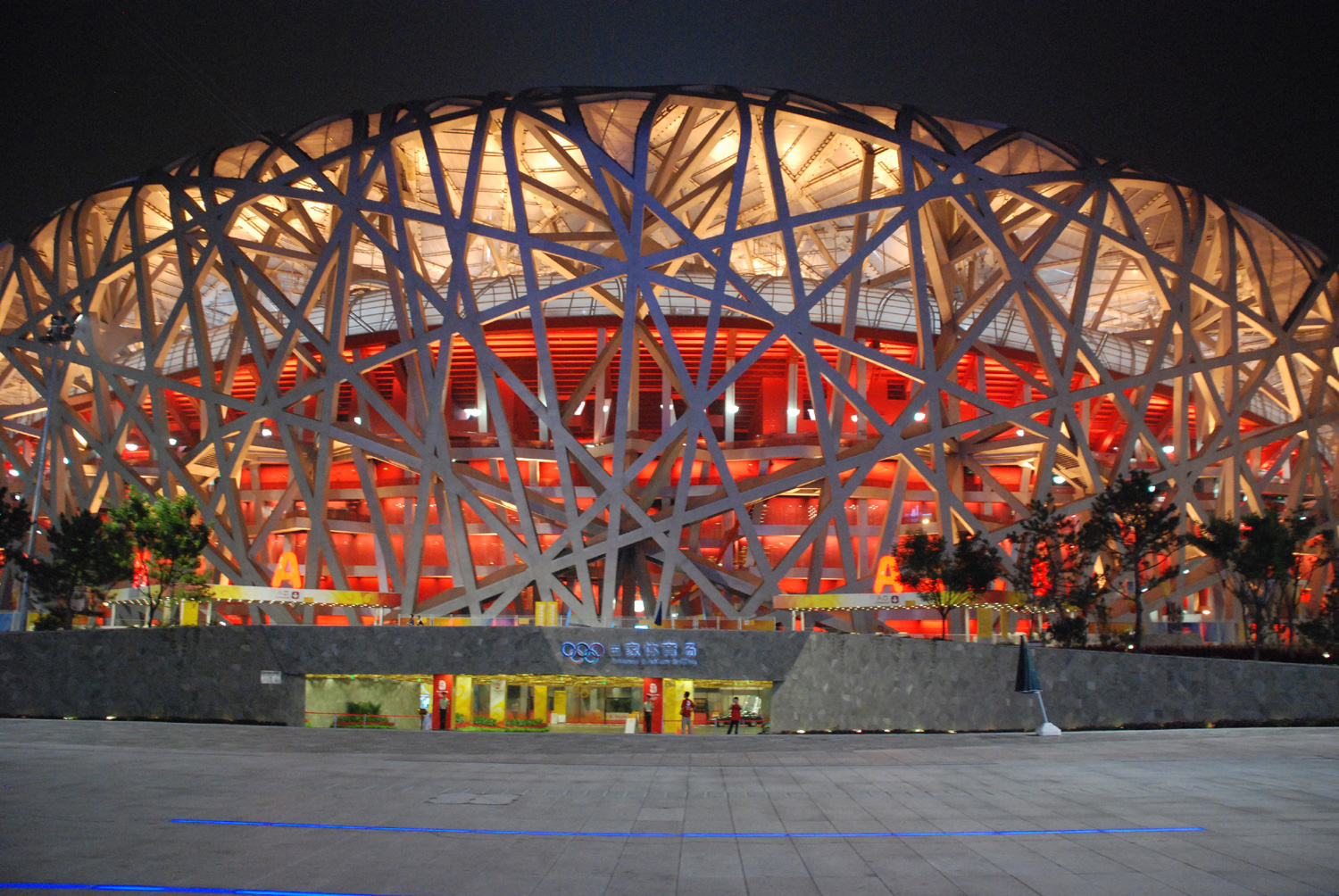
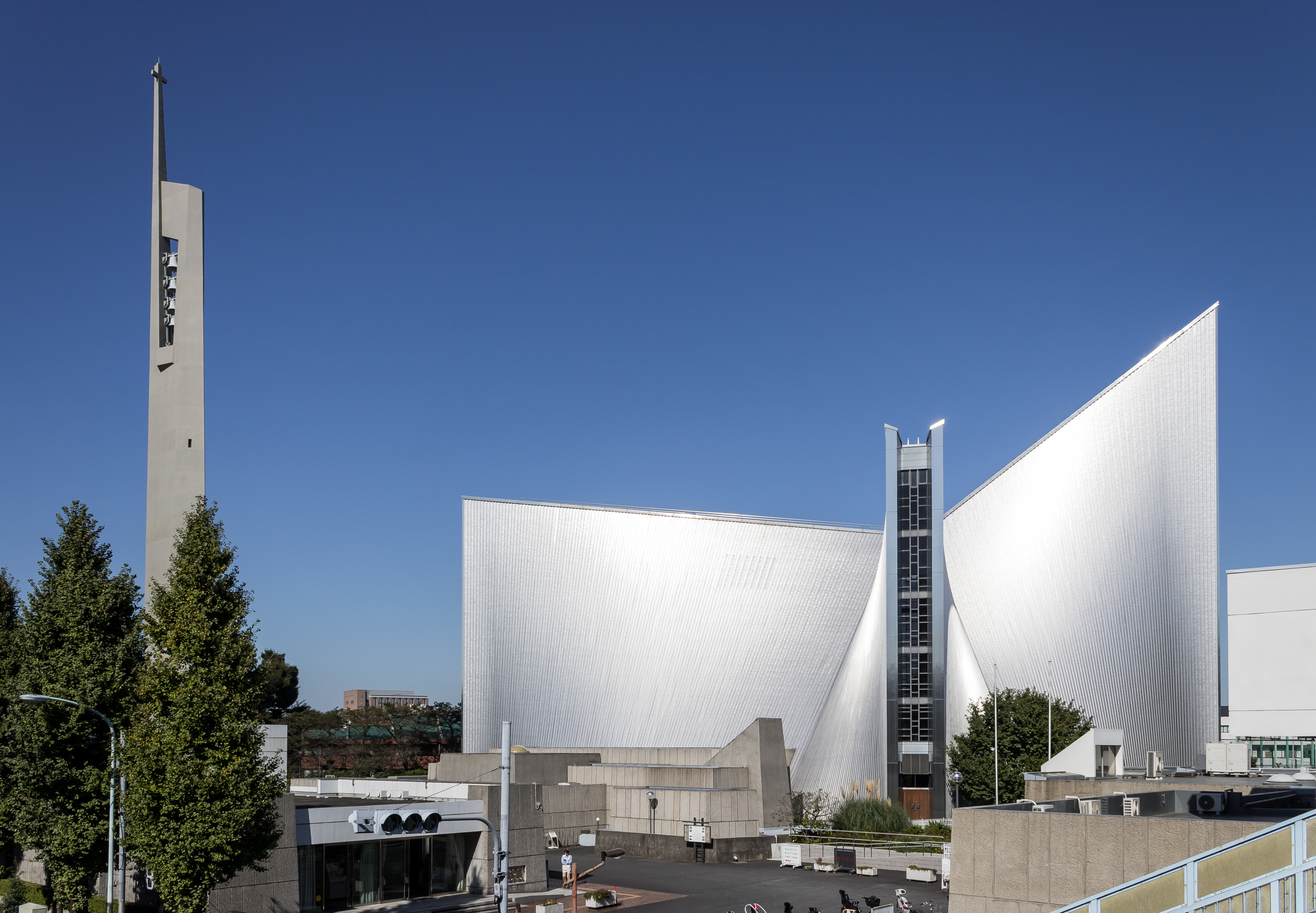
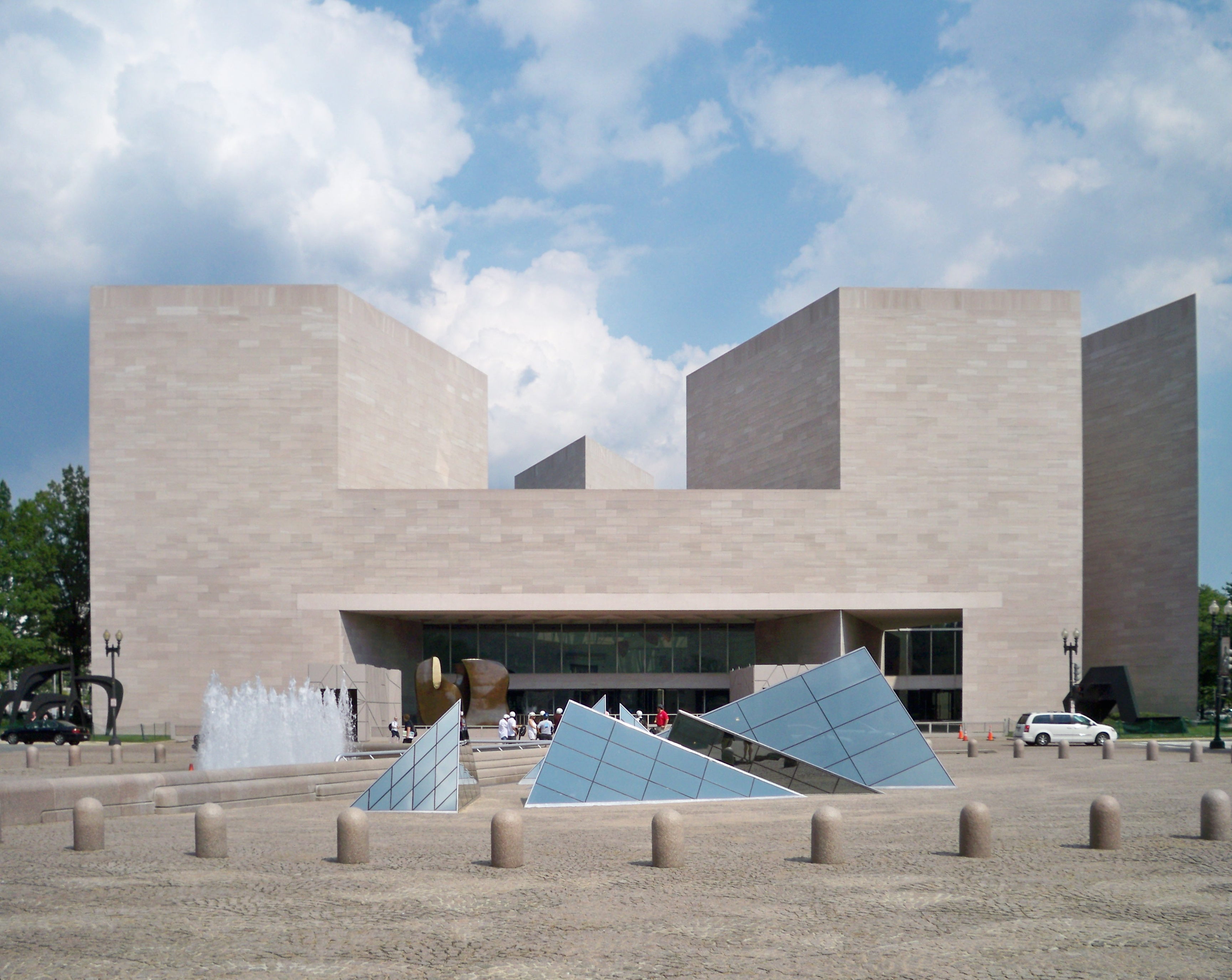
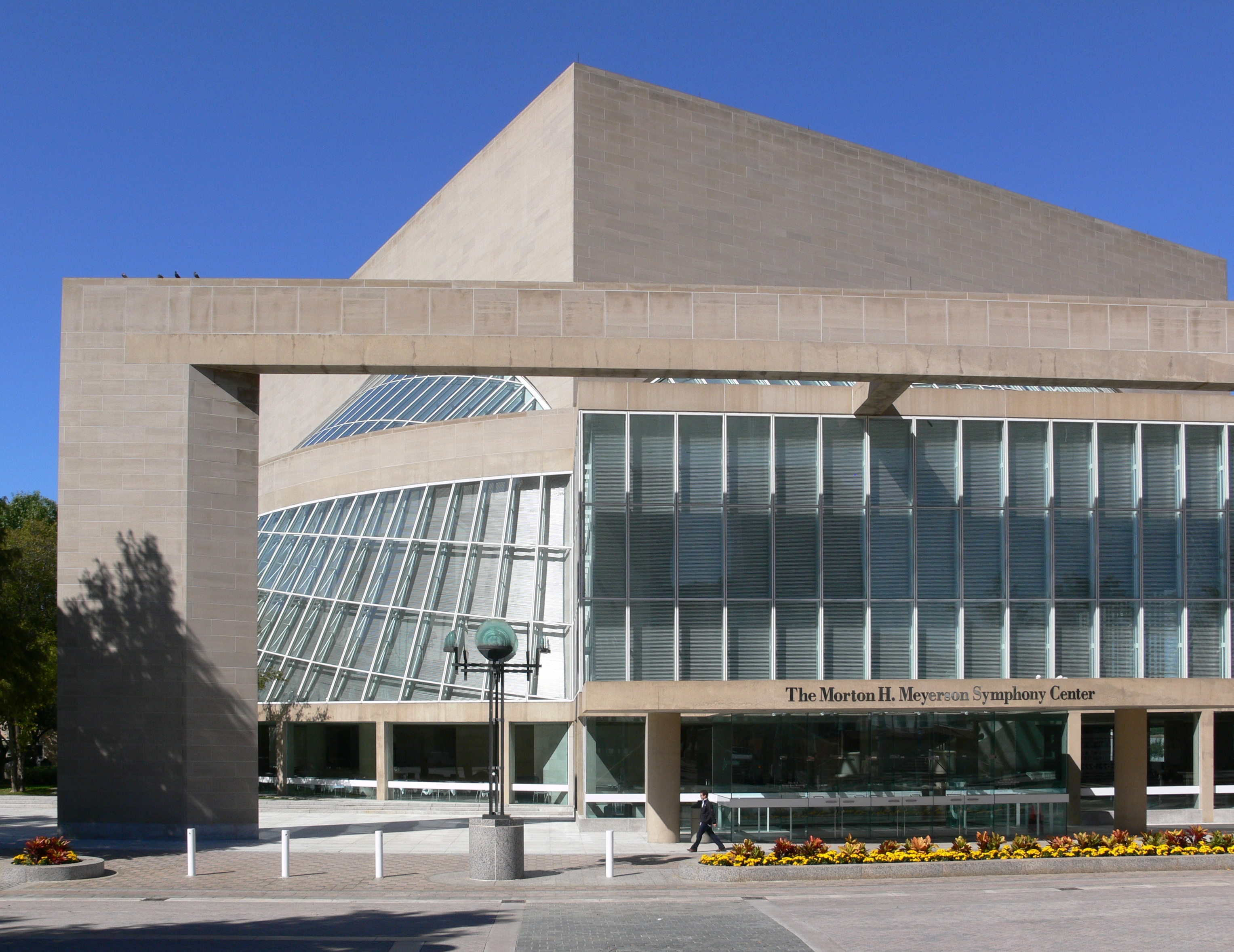
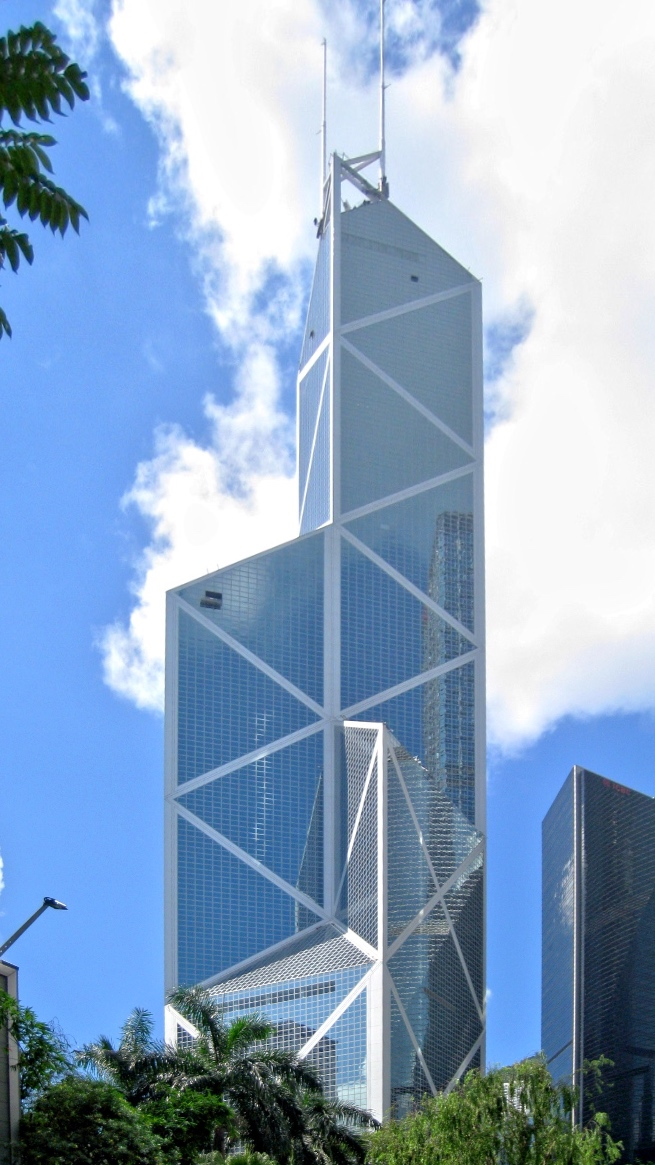
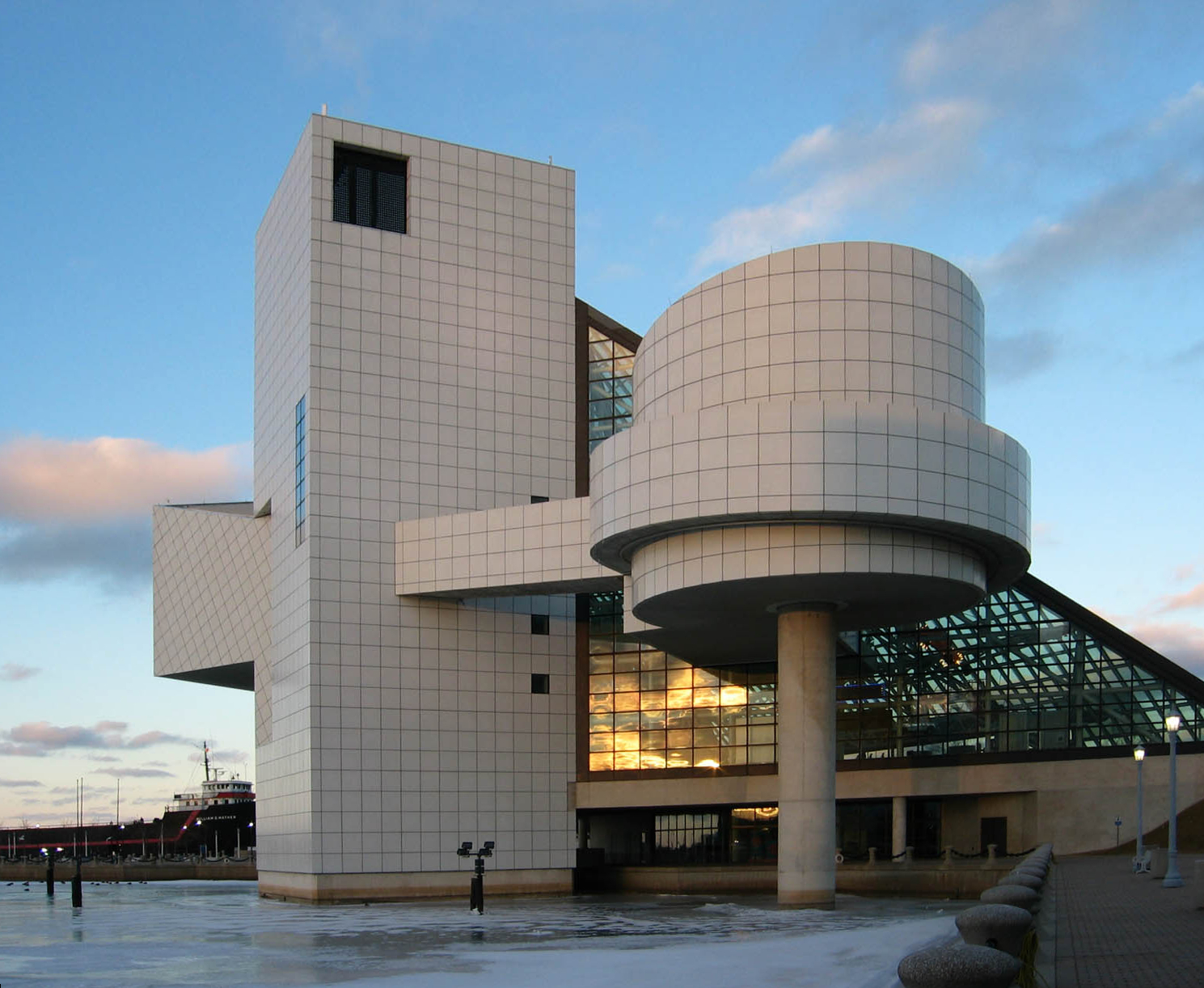
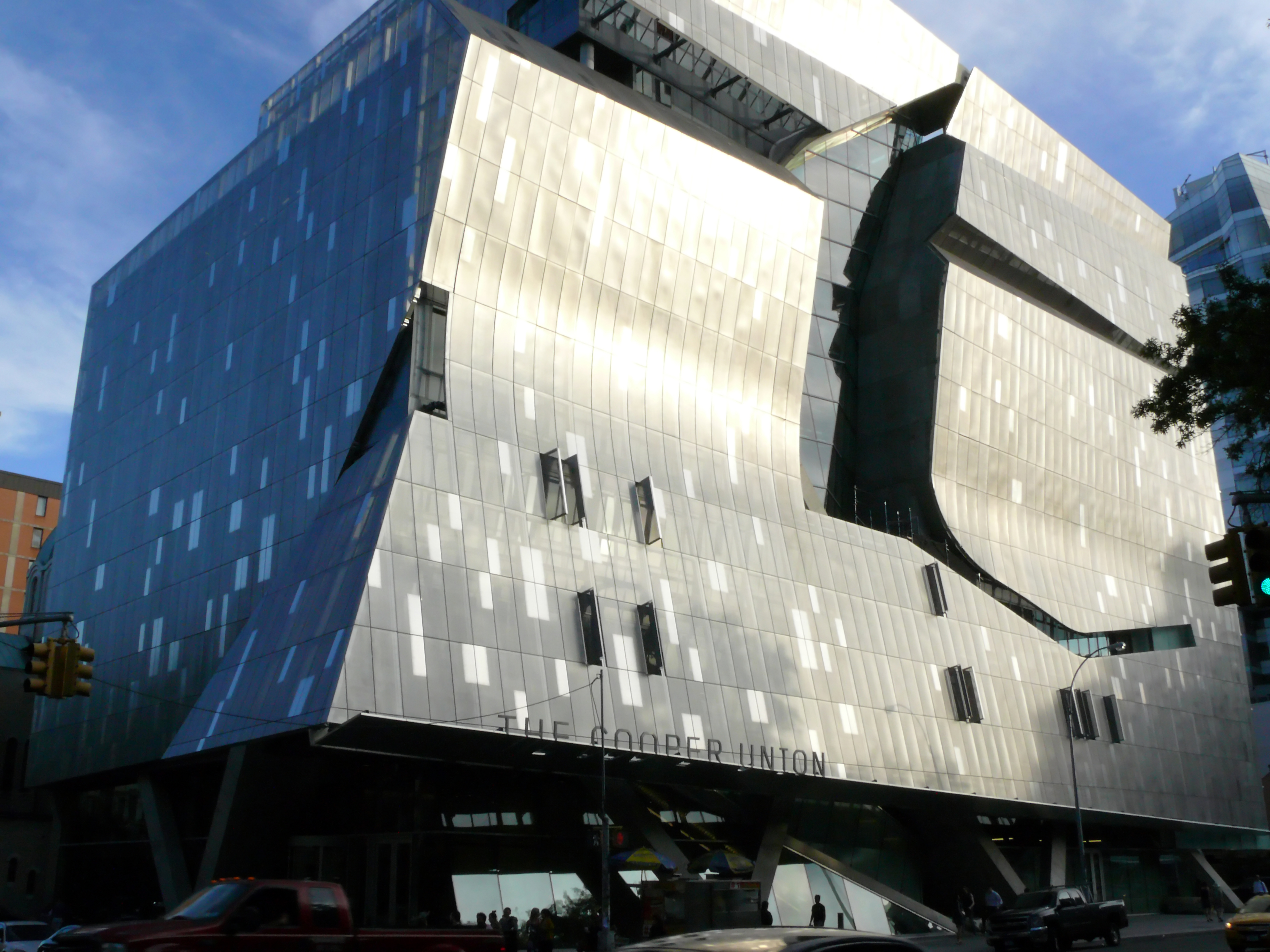
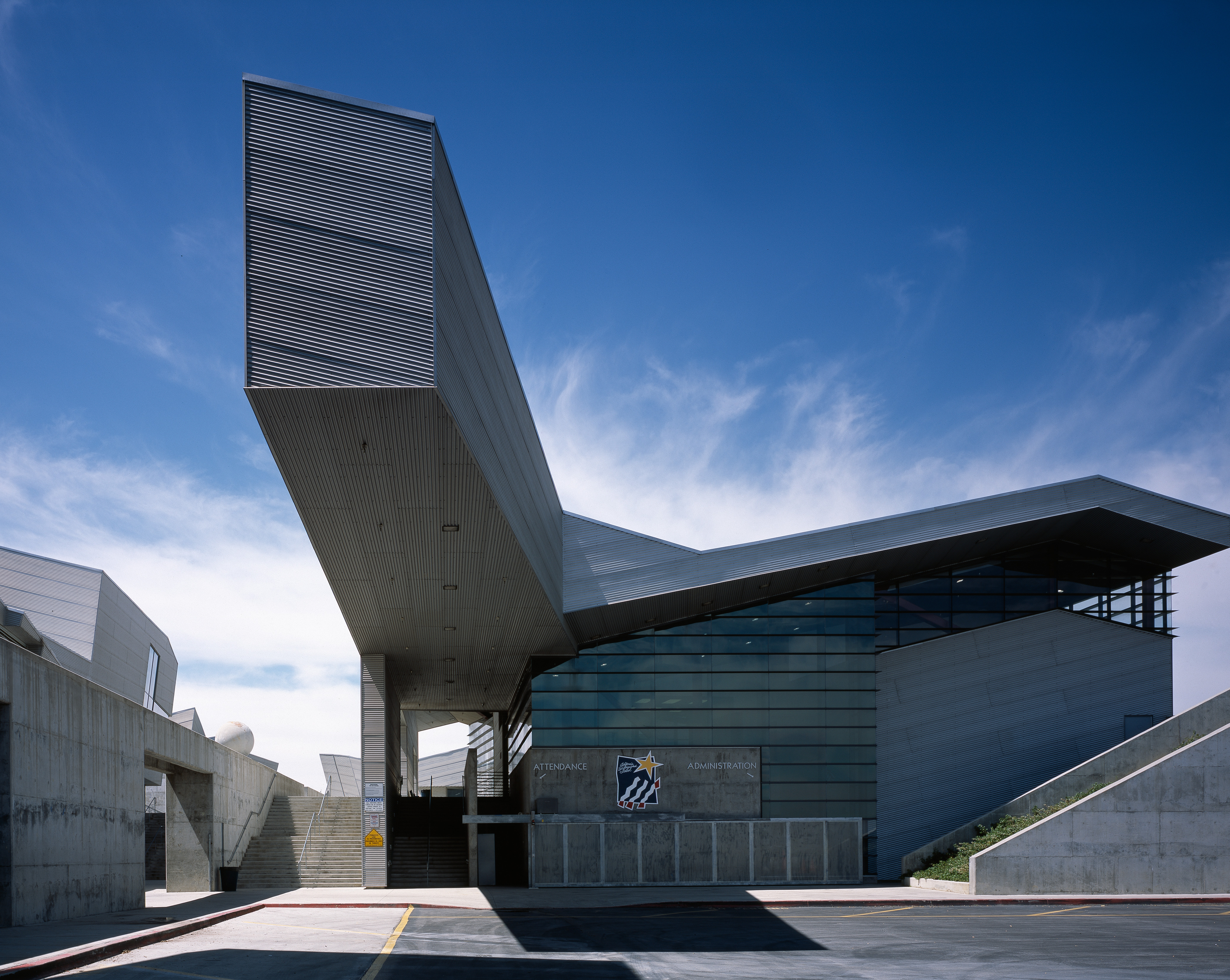
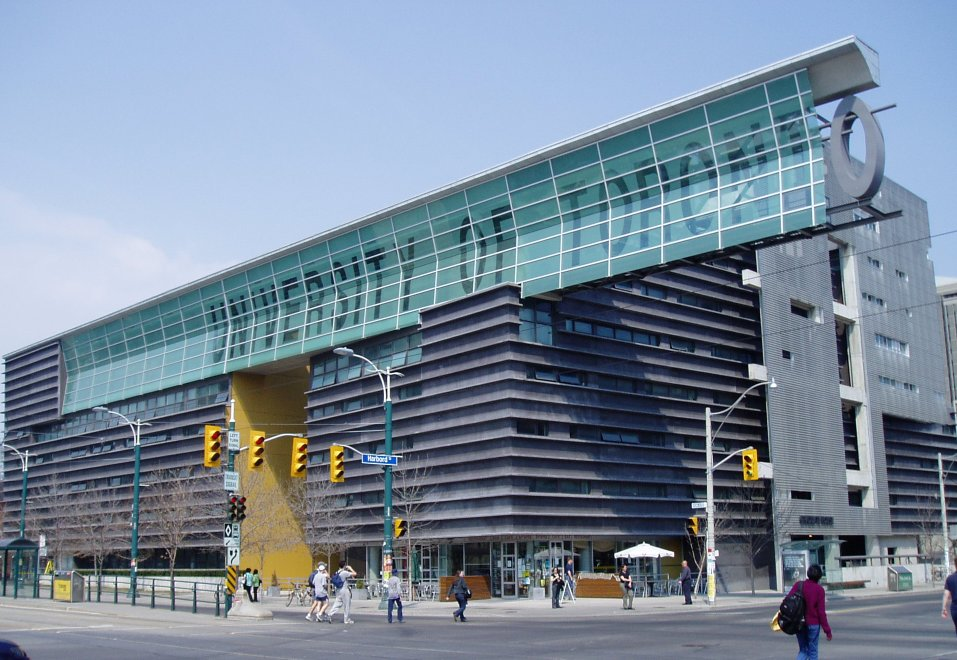
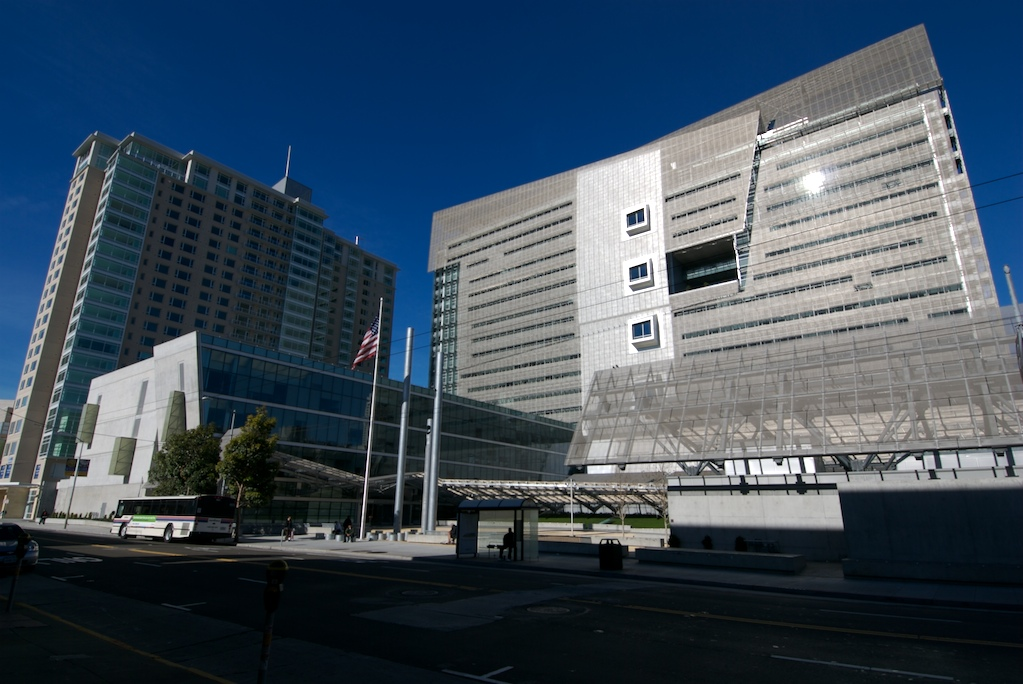
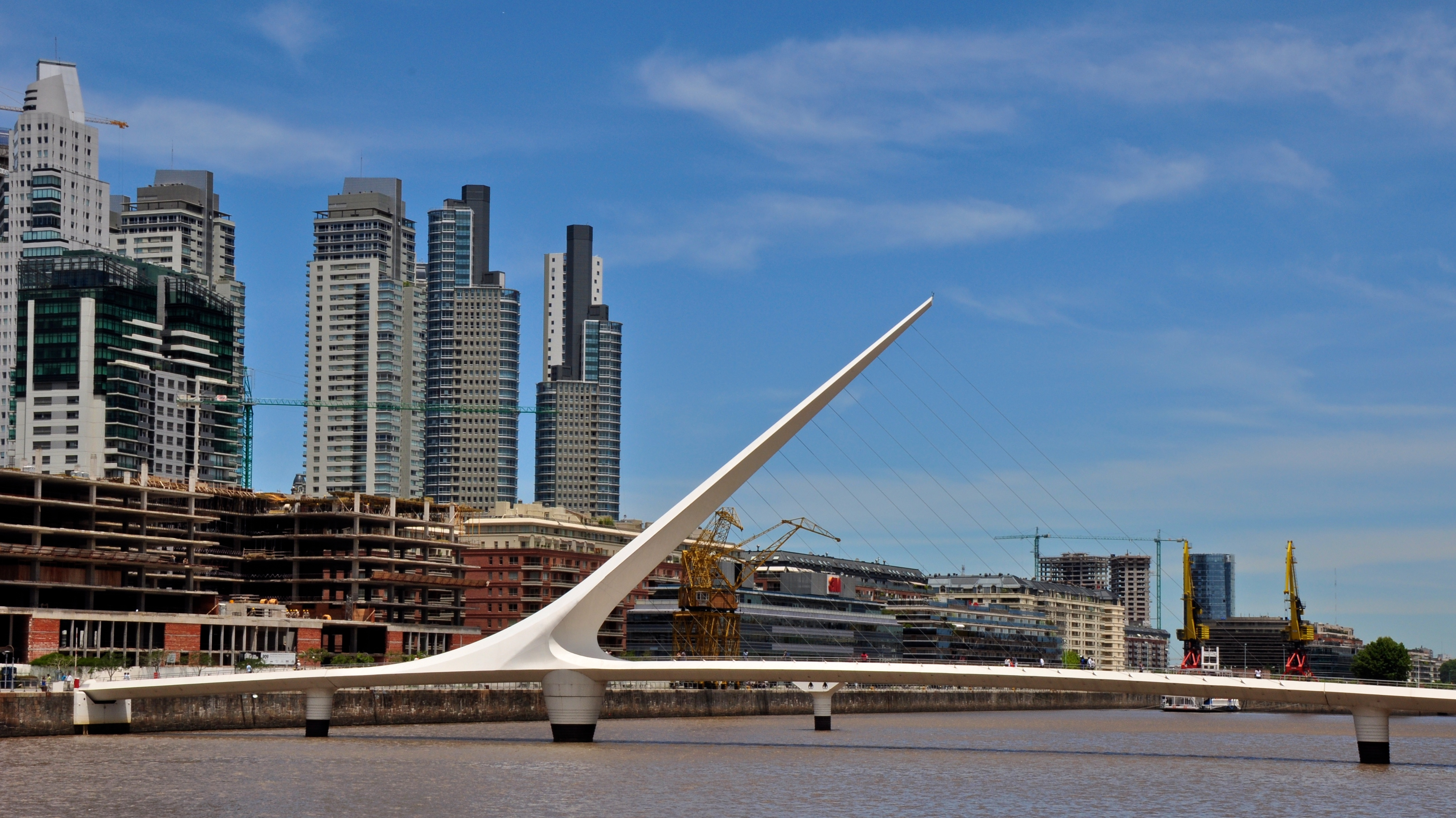